# Hermann von Tappeiner
Hermann von Tappeiner (Merano, 18 novembre 1847 – Monaco di Baviera, 12 gennaio 1927) è stato un farmacologo tedesco.

## Biografia
Era figlio dell'antropologo Franz Tappeiner (1816–1902).
Studiò presso le università di Innsbruck, Gottinga, Lipsia, Heidelberg e Tubinga, conseguendo il dottorato nel 1872. Come studente, le sue influenze furono Carl Ludwig e Gustav von Hüfner a Lipsia, e Robert Bunsen all'Università di Heidelberg. Nel 1877 conseguì la sua abilitazione presso l'Università di Monaco. Due anni dopo, iniziò a insegnare fisiologia e dietologia alla scuola veterinaria di Monaco e nel 1884 divenne professore associato di chimica farmaceutica e farmacologia nella medesima università. Nel 1893 fu nominato professore ordinario di farmacologia all'Università di Monaco, dove fu anche direttore dell'istituto di farmacologia sperimentale.
Nel 1904 coniò il termine "reazione fotodinamica". È accreditato come il primo ad eseguire la terapia fotodinamica (PDT) negli esseri umani.

## Opere principali
- Anleitung zu chemisch-diagnostischen Untersuchungen am Krankenbette (1885, 5ª edizione 1892).
- Lehrbuch der Arzneimittellehre und Arzneiverordnungslehre unter besonderer Berücksichtigung der deutschen und österreichischen Pharmakopoe (1890, 15ª edizione 1922).
- Die sensibilisierende Wirkung fluorescierender Substanzen; gesammelte Untersuchungen über die photodynamische Erscheinung (1907, con Albert Jodlbauer).[5]